# Supercoppa svizzera 2020 (pallavolo femminile)
La Supercoppa svizzera 2020 si è svolta il 26 settembre 2020: al torneo hanno partecipato due squadre di club svizzere e la vittoria finale è andata per la prima volta allo Sm'Aesch Pfeffingen.

## Regolamento
A causa della pandemia di COVID-19, che ha comportato l'interruzione anticipata delle manifestazioni nazionali svizzere della stagione 2019-20 (Lega Nazionale A e Coppa di Svizzera) senza la definizione di un vincitore, la formula canonica del torneo è stata rivista trasformandola in una sfida fra le due formazioni finaliste in coppa nazionale.
Le squadre hanno disputato una gara unica.

## Squadre partecipanti
| Squadra             | Qualificazione                      |
| ------------------- | ----------------------------------- |
| Neuchâtel           | Finalista Coppa di Svizzera 2019-20 |
| Sm'Aesch Pfeffingen | Finalista Coppa di Svizzera 2019-20 |

## Torneo
| 26 settembre 2020 Arena Mobilière, Muri bei Bern Durata: ? - Spettatori: 1 000 | Sm'Aesch Pfeffingen | 3 - 0 | Neuchâtel | 25-20, 25-21, 27-25 |